# Marios Stylianou
Marios Stylianou (in greco: Μάριος Στυλιανού; Limisso, 23 settembre 1993) è un calciatore cipriota, difensore dell'Ethnikos Achnas.

## Carriera

### Club
Ha esordito nella massima serie cipriota con la maglia dell'Apollōn Limassol nella stagione 2011-2012.

### Nazionale
Ha esordito con la nazionale cipriota nell'amichevole tra Giappone-Cipro, terminata (1-0) disputata il 27 maggio 2014.

## Palmarès

### Club

#### Competizioni nazionali
- Coppa di Cipro: 4

Apollōn Limassol: 2009-2010, 2012-2013, 2015-2016, 2016-2017
- Supercoppa di Cipro: 2

Apollōn Limassol: 2016, 2017